# Alexandra Munteanu
Alexandra Munteanu (* 31. Januar 1980 in Kronstadt) ist eine ehemalige rumänische Skirennläuferin.

## Karriere
Munteanu startete für den CSM Brașov. 2001 nahm sie zum ersten Mal an Skiweltmeisterschaften teil. Im österreichischen St. Anton startete sie in der Abfahrt, im Super G und im Riesenslalom. Im Super G konnte sie den 39. Platz erreichen, in den beiden anderen Wettbewerben erreichte sie nicht das Ziel.
2002 nahm Munteanu an den Olympischen Winterspielen in Salt Lake City teil, wo sie die einzige rumänische Starterin im Ski alpin war. Sie startete in der Abfahrt, im Super G, im Riesenslalom und in der Kombination. Ihr bestes Resultat erzielte sie in der Kombination mit Platz 22. Im Super G war sie auf Platz 29, in der Abfahrt auf Platz 33 und im Riesenslalom auf Platz 41.
Ihr letztes internationales Rennen bestritt Munteanu im Januar 2001, seither ist sie nicht mehr in Erscheinung getreten.

## Erfolge

### Olympische Winterspiele
- Salt Lake City 2002: 22. Kombination, 29. Super-G, 33. Abfahrt, 41. Riesenslalom

### Weltmeisterschaften
- St. Anton 2001: 39. Super-G

### Nor-Am Cup
- 3 Platzierungen unter den besten 5, davon ein Podestplatz

### South American Cup
- Saison 2002: 4. Gesamtwertung, 8. Abfahrtswertung, 8. Riesenslalomwertung, 10. Super-G-Wertung
- 1 Sieg

| Datum           | Ort          | Land  | Disziplin    |
| --------------- | ------------ | ----- | ------------ |
| 24. August 2000 | Valle Nevado | Chile | Riesenslalom |

### Weitere Erfolge
- 3 Siege bei FIS-Rennen